# الفرع بين البطيني الخلفي للشريان التاجي الأيمن
الفرع بين البطيني الخلفي للشريان التاجي الأيمن (بالإنجليزية: Posterior interventricular artery)‏‏ هو شريان يتفرعُ من شريان تاجي أيمن.